# Calanthemis aurescens
Calanthemis aurescens är en skalbaggsart som beskrevs av Hintz 1911. Calanthemis aurescens ingår i släktet Calanthemis och familjen långhorningar. Inga underarter finns listade.